# Чемпионат Северной, Центральной Америки и Карибского бассейна по волейболу среди мужчин 2021
27-й чемпионат Северной, Центральной Америки и Карибского бассейна (NORCECA) по волейболу среди мужчин проходил с 18 по 23 августа 2021 года в городе Виктория-де-Дуранго (Мексика) с участием 8 национальных сборных команд. Чемпионский титул впервые в своей истории выиграла сборная Пуэрто-Рико.

## Команды-участницы
Мексика — команда страны-организатора;
США, Куба, Канада, Пуэрто-Рико, Доминиканская Республика, Гватемала, Тринидад и Тобаго— по результатам рейтинга NORCECA на 1 января 2021 года.

## Система проведения чемпионата
8 команд-участниц на предварительном этапе были разбиты на две группы, в которых играли в один круг. Первичным критерием при распределении мест в группах служило общее количество побед, затем количество набранных очков, соотношение партий, соотношение игровых очков и, наконец, результаты личных встреч. За победу со счётом 3:0 начислялось 5 очков, за победу 3:1 — 4, 3:2 — 3 очка, за поражение 2:3 проигравший получал 2 очка, 1:3 — 1 и за поражение 0:3 очки не начислялись. Победители групп напрямую вышли в полуфинал плей-офф. Команды, занявшие в группах 2-е и 3-и места, вышли в четвертьфинал и в стыковых матчах определили ещё двух участников полуфинала. Полуфиналисты по системе с выбыванием определили призёров первенства. Проигравшие в четвертьфиналах в стыковых матчах с худшими командами групп разыграли итоговые 5-8 места.

## Предварительный этап

### Группа А
| М | Команда           | 1   | 2   | 3   | 4   | И | В | П | С/П | О  |
| - | ----------------- | --- | --- | --- | --- | - | - | - | --- | -- |
| 1 | Мексика           |     | 3:1 | 3:0 | 3:0 | 3 | 3 | 0 | 9:1 | 14 |
| 2 | Пуэрто-Рико       | 1:3 |     | 3:0 | 3:0 | 3 | 2 | 1 | 7:3 | 11 |
| 3 | Канада            | 0:3 | 0:3 |     | 3:0 | 3 | 1 | 2 | 3:6 | 5  |
| 4 | Тринидад и Тобаго | 0:3 | 0:3 | 0:3 |     | 3 | 0 | 3 | 0:9 | 0  |

18 августа: Пуэрто-Рико — Канада 3:0 (25:22, 25:20, 25:19); Мексика — Тринидад и Тобаго 3:0 (25:11, 25:13, 25:8).
19 августа: Канада — Тринидад и Тобаго 3:0 (25:22, 25:18, 25:14); Мексика — Пуэрто-Рико 3:1 (20:25, 25:22, 25:20, 25:18).
20 августа: Пуэрто-Рико — Тринидад и Тобаго 3:0 (25:17, 25:16, 25:18); Мексика — Канада 3:0 (25:21, 28:26, 25:21).

### Группа В
| М | Команда                  | 1   | 2   | 3   | 4   | И | В | П | С/П | О  |
| - | ------------------------ | --- | --- | --- | --- | - | - | - | --- | -- |
| 1 | Куба                     |     | 3:0 | 3:1 | 3:0 | 3 | 3 | 0 | 9:1 | 14 |
| 2 | США                      | 0:3 |     | 3:1 | 3:2 | 3 | 2 | 1 | 6:6 | 7  |
| 3 | Доминиканская Республика | 1:3 | 1:3 |     | 3:1 | 3 | 1 | 2 | 5:7 | 6  |
| 4 | Гватемала                | 0:3 | 2:3 | 1:3 |     | 3 | 0 | 3 | 3:9 | 3  |

18 августа: США — Гватемала 3:2 (24:26, 25:23, 23:25, 25:20, 15:10); Куба — Доминиканская Республика 3:1 (25:17, 29:31, 25:21, 25:19).
19 августа: Куба — Гватемала 3:0 (25:22, 25:22, 25:19); США — Доминиканская Республика 3:1 (25:18, 23:25, 25:18, 26:24).
20 августа: Доминиканская Республика — Гватемала 3:1 (29:31, 25:16, 25:19, 25:19); Куба — США 3:0 (25:23, 25:23, 25:20).

## Плей-офф

### Четвертьфинал
21 августа
Канада — США 3:2 (22:25, 25:22, 25:15, 22:25, 15:10).
Пуэрто-Рико — Доминиканская Республика 3:1 (25:22, 22:25, 25:16, 25:23).

### Полуфинал за 5—8 места
22 августа
Доминиканская Республика — Тринидад и Тобаго 3:0 (25:19, 25:20, 25:22).
США — Гватемала 3:1 (23:25, 25:22, 25:19, 33:31).

### Полуфинал
22 августа
Пуэрто-Рико — Куба 3:1 (25:16, 19:25, 26:24, 31:29).
Канада — Мексика 3:0 (25:22, 25:17, 25:18).

### Матч за 7-е место
23 августа
Гватемала — Тринидад и Тобаго 3:0 (25:22, 25:22, 25:21).

### Матч за 5-е место
23 августа
США — Доминиканская Республика 3:1 (21:25, 25:22, 25:22, 25:21).

### Матч за 3-е место
23 августа
Мексика — Куба 3:1 (22:25, 25:18, 30:28, 27:25).

### Финал
| 23 августа 2021 | \| Пуэрто-Рико \| 3:0 norceca.net \| Канада \| \| Артуро Иглесиас (1) Пелегрин Варгас (10) Педро Ньевес (2) Габриэль Гарсия (11) Педро Молина (7) Джонатан Родригес (9) Деннис Дель Валье (либеро) \| Голы \| Матиас Элсер (6) Данни Демьяненко (5) Бретт Джеймс Уолш (2) Брэндон Копперс (14) Пирсон Эшенко (2) Ксандер Катжински (11) Джордан Перейра (либеро) Джесс Элсер Джексон Бере (2) Файнниан Маккарти \| | Виктория-де-Дуранго «Auditorio del Pueblo» 1000 зрителей |
| Счёт по партиям — 25:18, 25:21, 25:23. Время матча — 1 час 22 минуты. Судьи: Франк Медина Гарсия, Рауль Мехия Кальдерон.                         | | |
| Пуэрто-Рико | 3:0 norceca.net | Канада |
| Артуро Иглесиас (1) Пелегрин Варгас (10) Педро Ньевес (2) Габриэль Гарсия (11) Педро Молина (7) Джонатан Родригес (9) Деннис Дель Валье (либеро) | Голы | Матиас Элсер (6) Данни Демьяненко (5) Бретт Джеймс Уолш (2) Брэндон Копперс (14) Пирсон Эшенко (2) Ксандер Катжински (11) Джордан Перейра (либеро) Джесс Элсер Джексон Бере (2) Файнниан Маккарти |

## Итоги

### Положение команд
| Пуэрто-Рико                 |
| Канада                      |
| Мексика                     |
| 4. Куба                     |
| 5. США                      |
| 6. Доминиканская Республика |
| 7. Гватемала                |
| 8. Тринидад и Тобаго        |

### Мировая квалификация
Две лучшие команды по итогам чемпионата — Пуэрто-Рико и Канада — квалифицировались на чемпионат мира 2022. 

### Призёры
Пуэрто-Рико: Габриэль Гарсия, Деннис Дель Валье, Педро Ньевес, Артуро Иглесиас, Педро Молина, Адриан Иглесиас Пастрана, Роке Нидо Альварес, Пелегрин Варгас, Джонатан Родригес, Кевин Лопес, Исмаэль Аломар, Жаир Сантьяго. Тренер — Освальд Ирвин Антонетти Камерон.
  Канада: Джесс Элсер, Джексон Хоу, Джордан Перейра, Пирсон Эшенко, Джастин Лью, Броди Хофер, Ксандер Кетжински, Джексон Бере, Файнниан Маккарти, Эрик Луппки, Брэндон Копперс, Бретт Джеймс Уолш, Данни Демьяненко, Матиас Элсер. Тренер — Ларри Маккей.
  Мексика: Хорхе Эрнандес Кабрера, Риди Гарай Навас, Виктор Парра Валенсуэла, Диего Гонсалес Кастаньеда, Мауро Фуэнтес Раскон, Аксель Тельес Родригес, Педро Ранхель, Алан Габриэль Мартинес, Габриэль Крус Мендоса, Кристиан Аранда, Мигель Чавес Пасос, Хосе Мендоса Пердомо, Хосе Лопес Риос, Франсиско Оливера Санчес. Тренер — Хорхе Мигель Асаир Лопес.

### Индивидуальные призы
MVP:  Артуро Иглесиас
Лучший связующий:  Педро Ранхель
Лучший диагональный:  Хенри Тапия
Лучшие доигровщики:  Мигель Анхель Лопес,  Брэндон Копперс
Лучшие блокирующие:  Хосе Исраэль Массо,  Давилин Рамиль Мендес
Лучший либеро:  Деннис Дель Валье
Лучший на подаче:  Хосе Лопес Риос
Лучший на приёме:  Карлос Лопес
Лучший в защите:  Деннис Дель Валье
Самый результативный:  Хенри Тапия